# Harmothoe holothuricola
Harmothoe holothuricola är en ringmaskart som beskrevs av Izuka 1912. Harmothoe holothuricola ingår i släktet Harmothoe och familjen Polynoidae. Inga underarter finns listade i Catalogue of Life.